# Tessera (Venezia)
Tessèra (IPA: /tesˈsɛra/) è un sobborgo della città di Venezia situato sulla terraferma.
Fa parte della Municipalità di Favaro Veneto.

## Geografia fisica
Posta a est del centro di Mestre, lungo la gronda lagunare, Tessera è attraversata dalla SS 14 della Venezia Giulia diretta a Trieste ed è adiacente all'aeroporto internazionale "Marco Polo". La costruzione delle piste ha visto la bonifica di una parte della palude del Monte, dove un tempo esisteva un "passo" (ovvero un traghetto) che collegava la località a Venezia.
Il principale corso d'acqua è l'Osellino; dopo l'erezione dell'aeroporto, il suo asse è stato interrotto, spostando la foce proprio a Tessera e formando due canali tronchi, l'Osellino Ovest e l'Osellino Est. Si cita inoltre il canale Bazzera che, dopo aver attraversato il centro abitato, si getta nell'Osellino Ovest.

## Storia
Il toponimo ha origini incerte: potrebbe trattarsi di un fitonimo legato a taxus "tasso", oppure derivare da texaria, ad indicare le tessere dei mosaici delle ville romane. La località Terzo, dove sorge l'attuale centro abitato, richiama a una stazione di sosta a tre miglia da Altino.
Posizionato nei pressi della gronda lagunare, il territorio fu per secoli caratterizzato dalla presenza di boschi e aree paludose, completamente bonificate solo in tempi recenti.
Tessera si sviluppò attorno alle chiese di Santa Maria, parrocchiale, e di Sant'Elena. A quest'ultima nel medioevo era annesso un monastero benedettino legato all'abbazia di Polirone, sede di un ospizio per viandanti; il suo campanile, unica porzione ancora esistente, servì anche come punto di avvistamento, in relazione con la vicina torre di Dese.
All'inizio del Novecento la zona fu coinvolta nella costruzione del campo trincerato di Mestre, con l'erezione del forte Rossarol e della polveriera Bazzera.
Con la costruzione dell'aeroporto Marco Polo, nel secondo dopoguerra, il fulcro del paese si spostò più a est e venne fondato l'odierno quartiere residenziale in quella che era la località Terzo.

## Monumenti e luoghi d'interesse

### Parrocchiale di Santa Maria Assunta
Fu edificata nel secondo dopoguerra contestualmente allo sviluppo del nuovo centro abitato: completata nel 1963 su progetto dell'architetto Giovanni Cerutti, fu consacrata nel 1973.
In mattoni a vista, ha la facciata divisa in tre partiti, corrispondenti alle navate degli interni. L'ingresso principale è introdotto da un portico in cemento con quattro pilastri, sopra il quale si apre una finestra lunga e stretta. Le navate sono divise da pilastri in cemento con architravi rettilinei; lungo le pareti si apre una serie di finestre rettangolari. Il soffitto, costituito da travi in legno, è a carena di nave nella navata centrale e piano nelle navate laterali. Il presbiterio presenta la parete di fondo semicircolare.
Tessera era in origine dipendenza della parrocchia di Sant'Andrea di Favaro Veneto. Data l'eccessiva distanza, nel 1950 fu dichiarata curazia, per poi divenire parrocchia autonoma.

### Chiesa e campanile dei Santi Antonio ed Elena

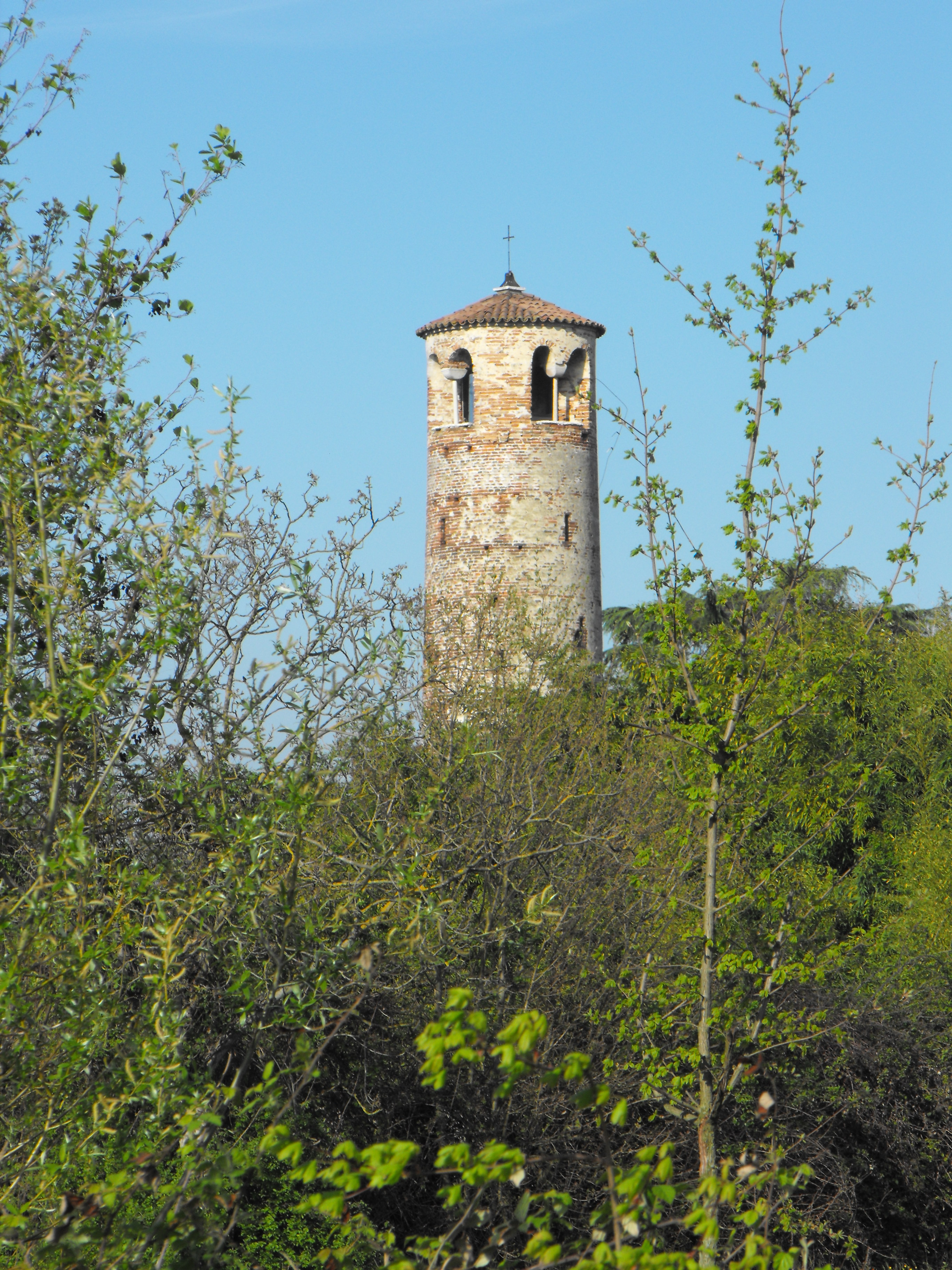
La torre campanaria della vecchia parrocchiale.

Si trova a ovest dell'abitato in quella che era la vecchia Tessera, una zona agricola lungo via Triestina.
La chiesa è del 1507, ma desta maggiore interesse il campanile (la cosiddetta Torre di Tessera). Costruito, forse, tra la fine dell'XI e l'inizio del XII secolo, faceva parte dello scomparso monastero di Sant'Elena. La prima notizia riguardante la chiesa risale al 1089, quando Bertaldo de Carbonaria donava all'abbazia di Polirone un podere situato nella villa que dicitur Sancte Helene, nonché una parte dei suoi diritti sulla ecclesia Sancte Helene. Analoghe donazioni avvennero nel 1091 da Compagno e Melio, fratelli di Bertaldo, e nel 1095 da un quarto fratello. Nel 1105 i primi monaci si insediarono presso il luogo sacro, mentre nel 1122 il complesso passava definitivamente a Polirone, venendo amministrato dal monastero di San Cipriano di Murano. Divenuta priorato, dalla fine del Duecento iniziò a decedere fino al 1587, quando fu definitivamente soppressa.
Il campanile è un edificio molto semplice: alto circa 24 m, è costituito da un corpo cilindrico in mattoni poggiante su un basamento in pietra. In origine la cella campanaria presentava tre bifore e una monofora rivolte ai quattro punti cardinali, ma ha subito rifacimenti che hanno accecato parzialmente l'apertura orientale e rifatto una porzione del muro. Lo stile è quello bizantino-esarcale di cui restano in zona solo rarissimi esempi (si cita il campanile del Duomo di Caorle).

### Forte Rossarol
Si trova nelle campagne a nord dell'abitato, alla fine di via Pezzana.
Parte del cosiddetto campo trincerato di Mestre, fu ultimato nel 1907. Come quasi tutti i forti della terraferma veneziana rimase pressoché inutilizzato: fu attivato solo durante la grande guerra, in particolare dopo la rotta di Caporetto, ma non venne mai coinvolto nei combattimenti.
All'epoca era una costruzione innovativa: costituito completamente da cemento armato, era attorniato da fossati di tipo "Rocchi".
Dal 2005 ospita una comunità di accoglienza.

### Forte Bazzera
Si trova appena a sud del centro, presso la foce del Bazzera.
In realtà non era un forte, ma una polveriera al servizio dei forti vicini. Inaugurato nel 1910, è costituito da due grandi bunker in cemento armato, al centro di un isolotto artificiale. Un terrapieno ne nasconde il lato rivolto alla terraferma.
Accanto era stato allestito un campo di volo per aeroplani e dirigibili, impiegato nel corso della grande guerra. Del complesso resta traccia nelle vie del Vecchio Hangar e Leonino Da Zara (toponimi non casuali) che, probabilmente, ne delimitavano i due lati.
Oggi proprietà demaniale in concessione al Comune di Venezia, è utilizzato come sede di manifestazioni ed eventi culturali.